# Hermannstadt
Hermannstadt (rumänisch Sibiu [si'biu], lateinisch Cibinium, Villa Hermanni oder Civitas Cibiniensis, ungarisch Nagyszeben, siebenbürgisch-sächsisch Härmeschtat) ist eine Stadt in Rumänien im Kreis Sibiu und zugleich Kreishauptstadt. Sie liegt in der historischen Landschaft Siebenbürgen, ist eines der Zentren der Siebenbürger Sachsen und war 2007 zusammen mit der Stadt Luxemburg Kulturhauptstadt Europas.

## Geographie

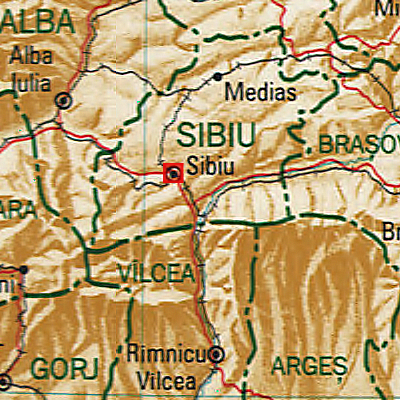
Hermannstadt (rotes Viereck)
Nachbarorte: Mediaș, Alba Iulia, Râmnicu Vâlcea

### Lage
Die Stadt liegt am Zibin, einem Nebenfluss des Alt, nahe den Südkarpaten. Weitere Gewässer in der Stadt sind die Bäche Reußbach/Pârâul Reussbach/Pârâul Rusciorului, der Trinkbach/Pârâul Trinkbach und der Seifenbach/Pârâul Săpunului, der Schewiskanal/Canalul Sevis sowie der Bindersee/Lacul Binder. Südlich der Stadt erstreckt sich die Mărginimea Sibiului, eine traditionell rumänisch bewohnte Region der Vorkarpaten. Nördlich, nordwestlich, nordöstlich, südwestlich und östlich der Stadt befindet sich der ehemalige „Königsboden“ – das historisch von Siebenbürger Sachsen besiedelte Gebiet.

### Klima

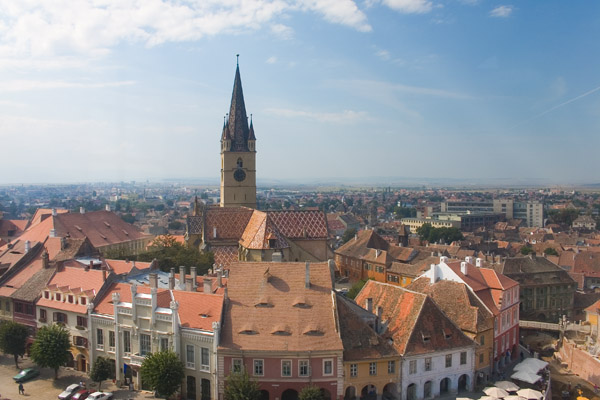
Oberstadt / Kleiner Ring / evang. Stadtpfarrkirche

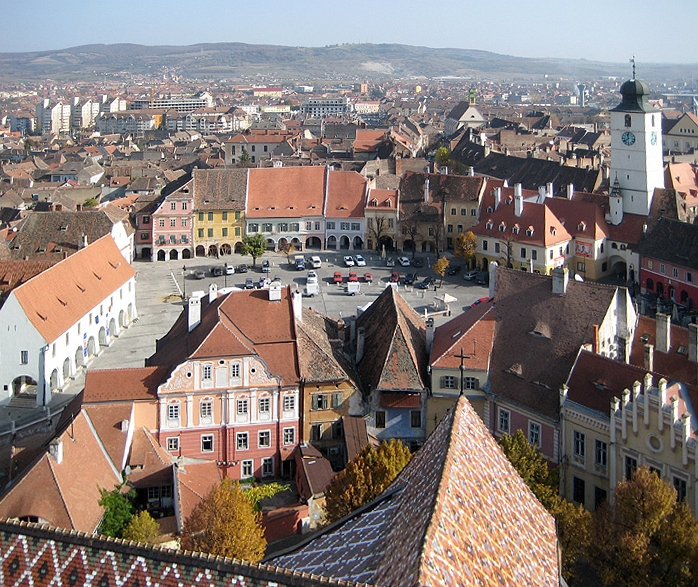
Blick vom Turm der Stadtpfarrkirche

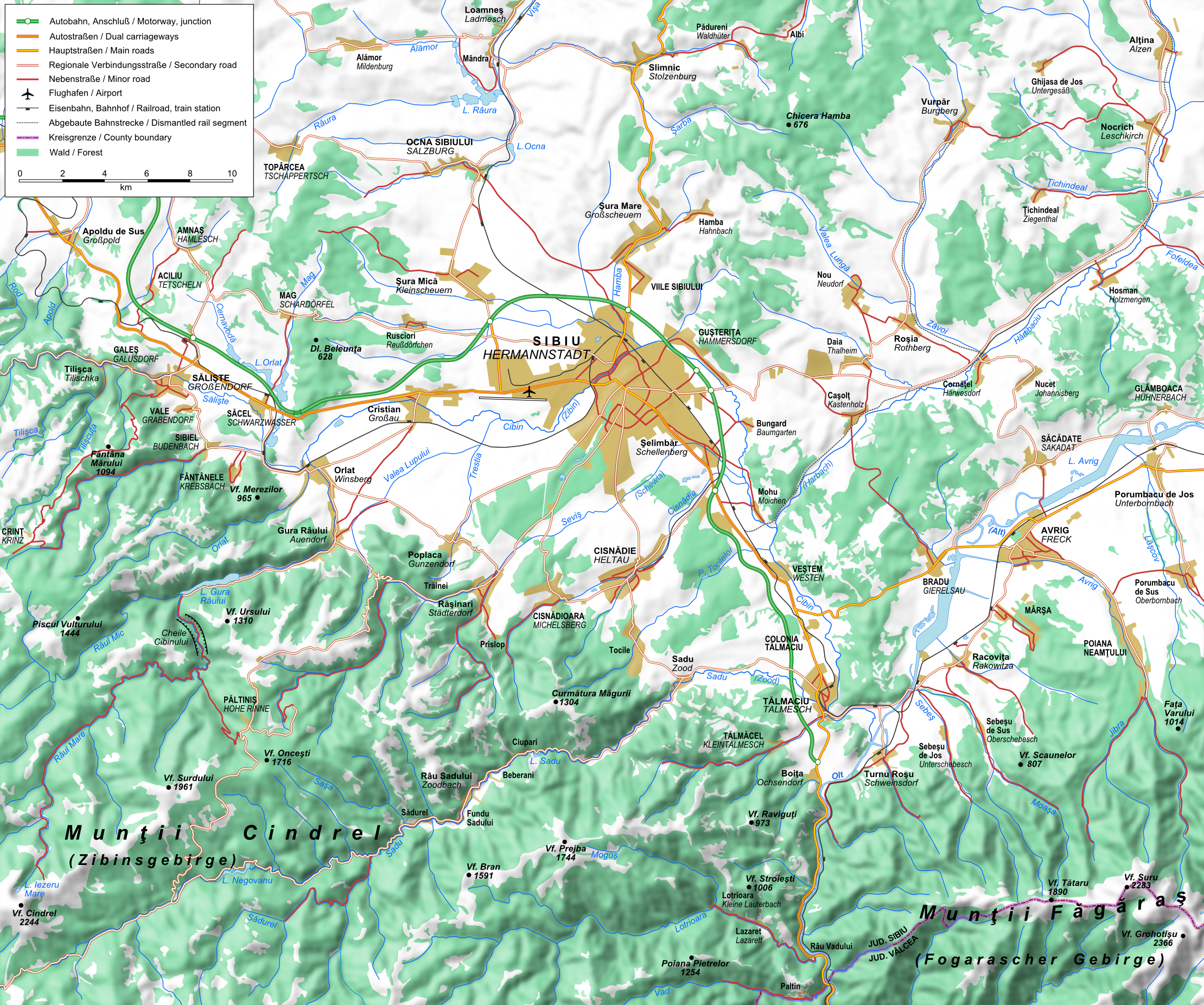
Die Umgebung von Hermannstadt

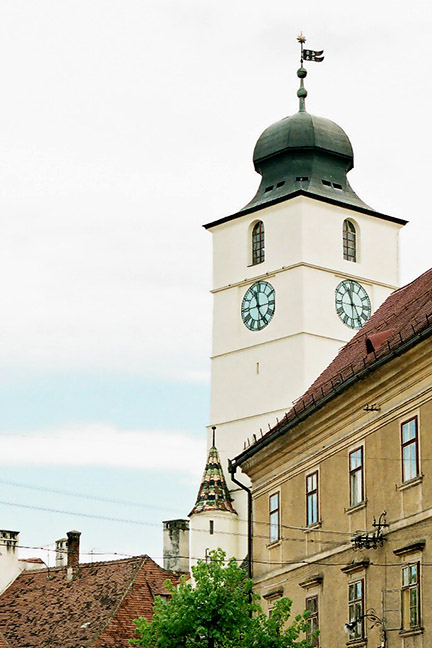
Ratturm

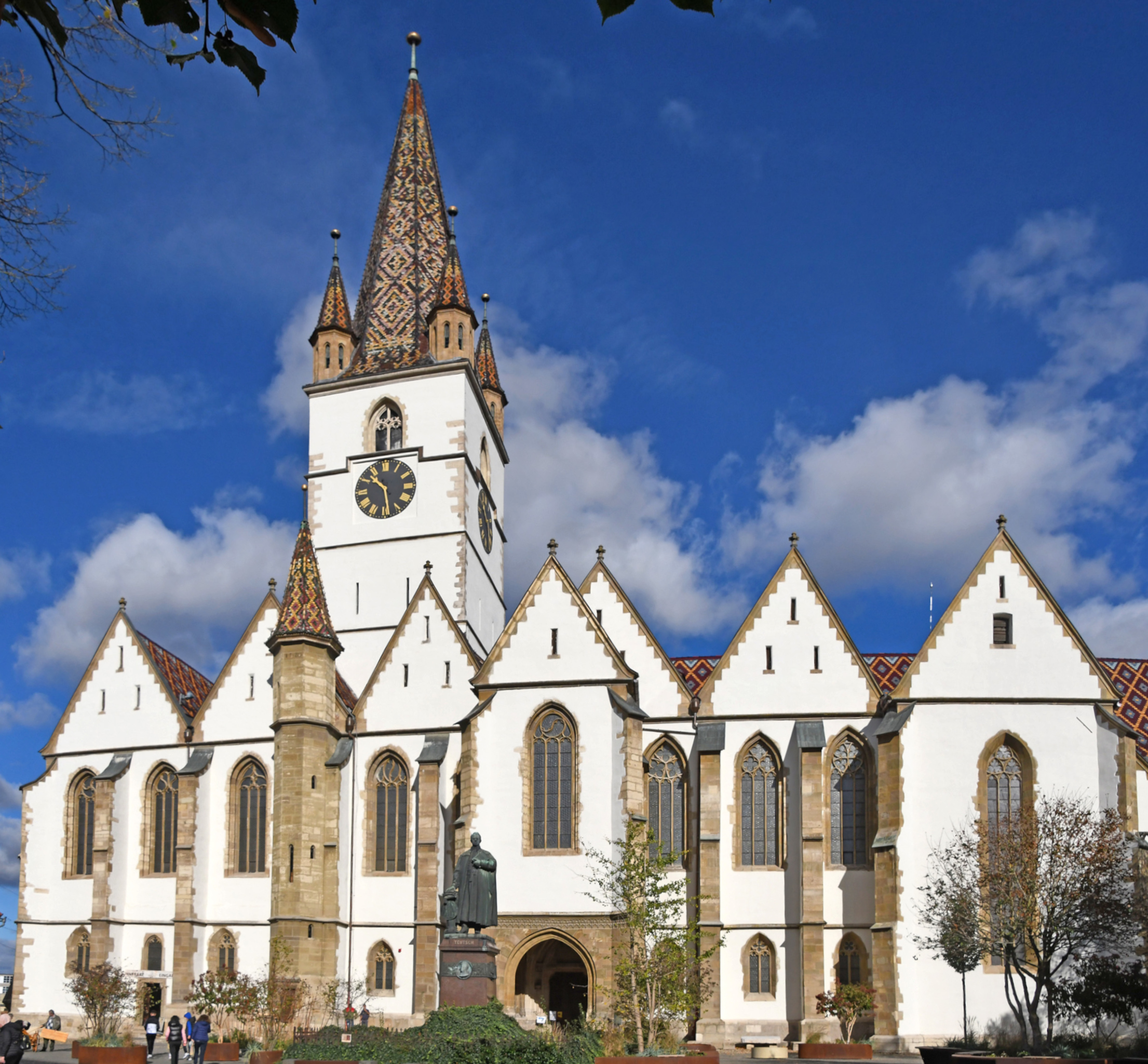
Evangelische Stadtpfarrkirche

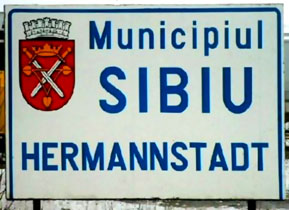
Zahlreiche Beschilderungen, u. a. auch die Ortsschilder, werden wieder zweisprachig auf Rumänisch und Deutsch geführt.

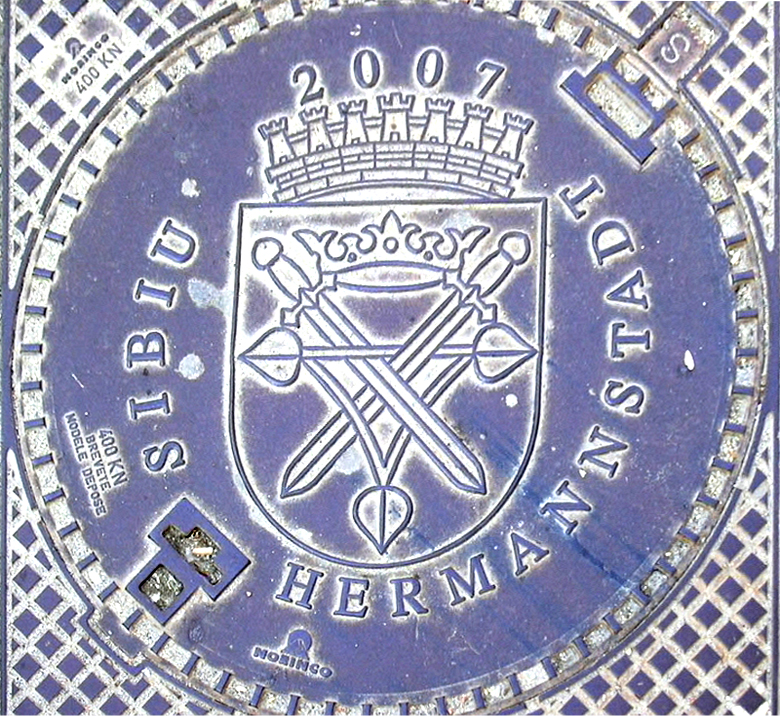
Kanaldeckel mit rumänischer und deutscher Ortsbezeichnung

In der Stadt herrscht ein kontinentales Klima der gemäßigten Zone. Die Jahresdurchschnittstemperatur liegt bei 9 °C. Im Juli liegt die Temperatur bei 20 °C und im Januar bei −4 °C. Somit ist die Temperaturamplitude mit 24 °C für den 46. Breitengrad relativ hoch, was mit der Lage am Fuße der Karpaten und der großen Entfernung zum Meer zu erklären ist. Die Niederschlagsmenge beträgt in Hermannstadt 652 mm im Jahr. In den Monaten von Dezember bis März sind mit jeweils 30 mm die wenigsten Niederschläge zu verzeichnen. Im Juni hingegen gibt es mit 118 mm die meisten Niederschläge im Jahr. Das Klima ist somit ganzjährig humid.
|                       | Jan  | Feb  | Mär  | Apr  | Mai  | Jun  | Jul  | Aug  | Sep  | Okt  | Nov  | Dez  |   |      |
| Mittl. Tagesmax. (°C) | 0,9  | 4,2  | 10,1 | 15,6 | 20,5 | 23,3 | 25,1 | 25,1 | 21,7 | 16,2 | 9,1  | 3,0  | ⌀ | 14,6 |
| Mittl. Tagesmin. (°C) | −8,3 | −5,5 | −1,1 | 3,8  | 8,4  | 11,3 | 12,5 | 11,9 | 8,5  | 3,2  | −0,5 | −4,9 | ⌀ | 3,3  |
|                       |      |      |      |      |      |      |      |      |      |      |      |      |   |      |
| Niederschlag (mm)     | 28   | 26   | 31   | 54   | 78   | 99   | 86   | 68   | 51   | 42   | 34   | 30   | Σ | 627  |
|                       |      |      |      |      |      |      |      |      |      |      |      |      |   |      |
| Sonnenstunden (h/d)   | 2,2  | 3,1  | 4,5  | 5,3  | 6,6  | 7,1  | 7,9  | 7,5  | 6,1  | 5,2  | 2,8  | 1,8  | ⌀ | 5    |
|                       |      |      |      |      |      |      |      |      |      |      |      |      |   |      |
| Regentage (d)         | 7    | 6    | 6    | 9    | 11   | 12   | 10   | 8    | 6    | 6    | 6    | 7    | Σ | 94   |
|                       |      |      |      |      |      |      |      |      |      |      |      |      |   |      |
| Luftfeuchtigkeit (%)  | 86   | 81   | 73   | 69   | 71   | 73   | 72   | 72   | 74   | 78   | 82   | 85   | ⌀ | 76,3 |

| −8,3 |

| −5,5 |

| −1,1 |

| 3,8 |

| 8,4 |

| 11,3 |

| 12,5 |

| 11,9 |

| 8,5 |

| 3,2 |

| −0,5 |

| −4,9 |

| −8,3 |

| −5,5 |

| −1,1 |

| 3,8 |

| 8,4 |

| 11,3 |

| 12,5 |

| 11,9 |

| 8,5 |

| 3,2 |

| −0,5 |

| −4,9 |

### Historische Landschaft
In Siebenbürgen bildete Hermannstadt das Oberzentrum im wichtigsten Siedlungsgebiet der Siebenbürger Sachsen. Der Hermannstädter Stuhl war auch flächenmäßig der größte. Er dehnte sich im Süden bis zu den Karpaten aus und umfasste im Norden auch Exklaven im Kokelgebiet (Bulkesch und Seiden). Er wurde begrenzt (von Osten über Norden nach Westen) von den Stühlen Leschkirch, Mediasch und Reußmarkt. Hier trafen die wichtigsten Handelsrouten Siebenbürgens und der Rotenturmpass in Richtung Walachei zusammen. Die Lage an diesem Wegekreuz war für die Stadt von herausragender Bedeutung, machte sie aber auch immer wieder zum Ziel heftiger Angriffe.

### Stadtgliederung
Das Stadtgebiet ist ständigen Erweiterungen unterworfen, die in einem jeweils zehn Jahre gültigen Bebauungsplan, dem Plan Urbanistic General (PUG), festgehalten werden.
Gemäß dem PUG von 1999 gliedert sich die Stadt in mehrere Viertel (rumänisch cartiere), Zonen (zone) und Unterzonen (subzone), die anhand ihrer baulichen Nutzung u. a. als Wohngebiet, Industriegebiet oder Sondergebiet klassifiziert sind. 2009 wurde mit den Arbeiten an einem neuen Bebauungsplan begonnen, der am 27. April 2011 verabschiedet wurde.
| - Centrul istoric (Historisches Zentrum), bestehend aus: - Orașul de Sus (Oberstadt) - Orașul de Jos (Unterstadt) - Cartierul Broșcărie - Cartierul / Zona Calea Poplăcii: - Cartierul Câmpușor (befindet sich in Planung) - Cartierul / Zona Ceferiștilor - Cartierul Dumbrăvii - Cartierul Gara Mică - Cartierul Gușterița (Hammersdorf) - Cartierul Hipodrom, bestehend aus: - Cartierul Hipodrom I - Cartierul Hipodrom II - Cartierul Hipodrom III - Cartierul Hipodrom IV | - Cartierul Lazaret - Cartierul Lupeni - Cartierul Mediașului - Cartierul Reșița - Cartierul Reșița II - Cartierul Ștefan cel Mare - Cartierul Ștrand - Cartierul Ștrand 2 - Cartierul Terezian - Cartierul Țiglari, einschließlich: - Zona Lacul lui Binder - Cartierul Tilișca - Cartierul Tineretului - Cartierul Trei Stejari | - Cartierul Turnișor (Neppendorf), einschließlich: - Zona Neppendorf - Zona Ogorului - Cartierul Valea Aurie - Cartierul Vasile Aaron - Cartierul Veteranilor - Zona Gării - Zona Industrială Est - Zona Industrială Vest - Zona Obor - Zona Piața Cluj - Zona Ștrand-Vile - Zona Victoriei - Zona Zăvoi |

### Nachbargemeinden
Die kreisangehörigen Nachbargemeinden sind Heltau (Cisnădie), Großau (Cristian), Rothberg (Roșia), Schellenberg (Șelimbăr), Großscheuern (Șura Mare) und Kleinscheuern (Șura Mică).

## Geschichte
Vermutlich 1147 erreichten die ersten deutschen Siedler die Gegend; sie ließen sich auf dem Hügel über dem Zibin-Fluss, der heutigen Oberstadt, nieder. Die erste urkundliche Erwähnung stammt aus dem Jahre 1191, als Papst Coelestin III. dem Erzbischof von Gran die Gründung der Hermannstädter Propstei (lateinisch Praepositura Cibiniensis, rumänisch Prepozitura Sibiului) mitteilte. Ab 1223 ist der lateinische Name „Villa Hermanni“ und ab 1241 die deutsche Entsprechung Hermannstorf belegt. Der Name leitet sich wahrscheinlich von der Bezeichnung der kölnischen Siedler ab, die ihren neuen Ort nach dem Erzbischof Hermann II. benannten oder aber einem Lokator namens Hermann. Im Mittelalter fand in der Stadt das Magdeburger Recht Anwendung. Die Stadt verfügte dank Matthias Corvinus außerdem über die Rechtsordnung „Hermannstädter Freiheit“, wie auch die übrigen sächsischen Siedlungen im Altland, im Nösnerland (die Provinz Bistritz) und dem Burzenland.
Begünstigt durch seine Lage an der Kreuzung zweier wichtiger Straßenverbindungen wuchs die Siedlung in Folge stark an und zählte 600 Bewohner, eine damals für ein Dorf bereits ansehnliche Größe. Es wird vermutet, dass sowohl die ursprüngliche Siedlung als auch die damalige Kirche bereits mit Wällen oder Palisaden befestigt war. 1241 wurde Hermannsdorf wie viele andere Orte Siebenbürgens im Mongolensturm zerstört.

Wappen von Hermannstadt

Das Dorf konnte sich allerdings schon bald von den Zerstörungen erholen und entwickelte sich in Folge zu einer Stadt. Ausdrückliches Stadtrecht kann aber erst ab Mitte des 14. Jahrhunderts angenommen werden. Der Name Hermannstadt wurde zum ersten Mal 1401 erwähnt, auch wenn er sicher schon zuvor in Gebrauch war. Das Wappen von Hermannstadt stammt aus der gleichen Zeit.
Im 14. Jahrhundert entwickelte sich Hermannstadt außerdem zu einem Handelszentrum von internationaler Bedeutung. Es war eine der wichtigsten Städte in Siebenbürgen – vielleicht sogar die wichtigste, da sie nicht nur Zentrum von Handel, Verwaltung und Kirche war, sondern auch die größten Befestigungen in ganz Siebenbürgen besaß.
1438 belagerten die Türken die Stadt, es gelang aber nicht, die Stadt einzunehmen. Hingegen wurde das gesamte Umland verwüstet. Als Folge der Bedrohung durch die Türken ließ die Stadt drei Mauerringe (die teilweise noch erhalten sind) mit 39 Türmen und mehreren großen Toren errichten. Sie wurde damit zur größten befestigten Stadt im Königreich Ungarn. Hermannstadt widerstand mehrfach Belagerungen durch die Türken, denen es nie gelang, die Stadt einzunehmen. 1442 wurden die Türken vor den Toren der Stadt geschlagen, der Bürgermeister Thomas Trautenberger wurde zur Legende. 1445 bezeichnete deshalb Papst Eugen IV. Hermannstadt als Mauer und Schild der Christenheit. Jedoch verheerten die durchziehenden und vor der Stadt lagernden Heere wieder und wieder das gesamte Umland.
Nur einmal gelang es dem ungarischen Fürsten von Siebenbürgen, Gabriel Báthory, durch eine Finte die Stadt zu besetzen, zu plündern und alle deutschen Bewohner der festen Mauern zu verweisen – eine bittere Lehre, die danach zu noch größerer Wachsamkeit und Misstrauen der Deutschen führte.
Um 1500 hatte Hermannstadt bereits etwa 6000 Einwohner. In der Reformation kamen ab 1523 Schriften von Martin Luther und Philipp Melanchthon in die Stadt. 1543 wurde das evangelische Glaubensbekenntnis eingeführt, weil die Stände einander die Glaubensentscheidung freigestellt hatten. Am 31. März 1556 brannte bei einem Stadtbrand die gesamte Unterstadt und auch ein Teil der Oberstadt nieder. An die 550 Gebäude wurden zerstört.
Hermannstadt war das politische Zentrum der Siebenbürger Sachsen und Sitz der Universitas Saxonum, einer Art Siebenbürger Parlament, das sich bis 1878 um siebenbürgisch-sächsische Belange kümmerte und ein Symbol der politischen Einheit und Unabhängigkeit der Siebenbürger Sachsen war.
Im Jahr 1692, nachdem Siebenbürgen Österreich angegliedert wurde, ließen sich in der Stadt kaiserliche Truppen nieder. General Damian Hugo von Virmont unterstützte den Bau der Jesuitenkirche am Großen Ring und die Rückgabe des Franziskanerklosters. Im Jahr 1781 fielen durch einen Erlass Kaiser Josephs II. die alten Gesetze, nach denen sich in der Stadt keine Angehörigen anderer Nationen ansiedeln durften. Dadurch konnten nun auch Ungarn und Rumänen innerhalb der Stadtmauern Besitz erwerben. Als erstes ließ die Witwe von Gergely Bethlen ein spätbarockes Palais neben dem reformierten Pfarrhaus in der Fleischergasse errichten, heute bekannt als „Das Haus mit Karyatiden“. In der Folge konnten auch die Rumänen erstmals Kirchen in der Stadt bauen, so etwa 1788 die Biserica din Groapă und die Biserica dintre Brazi. Im 18. Jahrhundert genoss Hermannstadt unter anderem den Ruf, östlichste Stadt Europas mit Postanbindung zu sein.
Im Kaisertum Österreich unterstand Hermannstadt bis 1867 wie ganz Siebenbürgen der kaiserlich-königlichen (k. k.) Regierung in Wien. Bei der Neugliederung in die Doppelmonarchie Österreich-Ungarn wurde es zum Königreich Ungarn, zu Transleithanien, gezählt und unterstand nun bis 1918 der königlichen Regierung in Budapest. Sie war bestrebt die nichtmagyarischen Nationalitäten des Königreichs, damals etwa die Hälfte aller Einwohner Transleithaniens, zu magyarisieren.

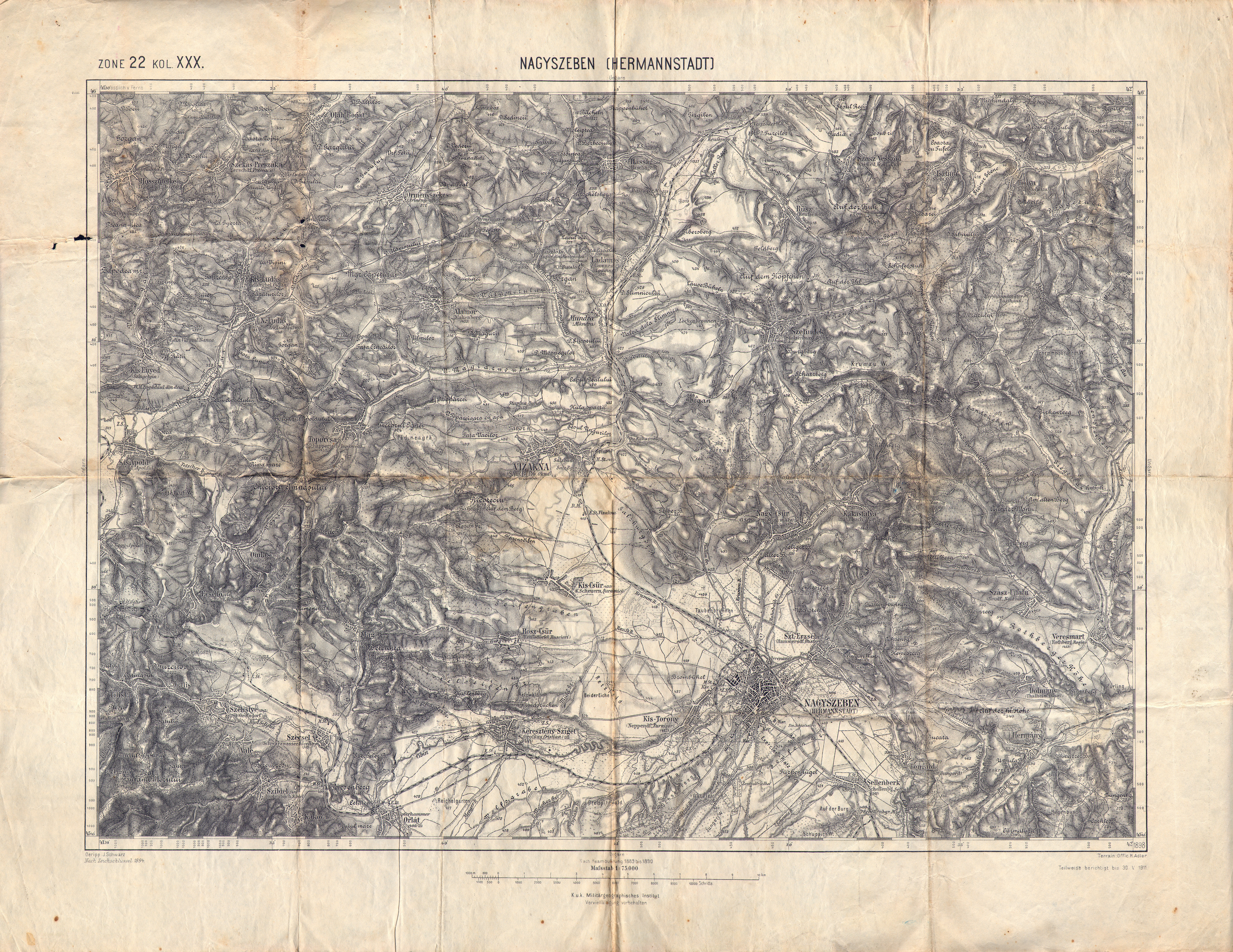
Hermannstadt und Umland auf der Franzisco-Josephinischen Landkarte am Anfang des 20. Jahrhunderts

Nach dem Ersten Weltkrieg entschieden sich die Rumänen Siebenbürgens am 1. Dezember 1918 in Alba Iulia (Karlsburg) für den Anschluss an Rumänien, der im Februar 1919 erfolgte. Die Siebenbürger Sachsen und andere Siebenbürgendeutsche unterstützten dies, da sie sich in Rumänien vergeblich bessere Minderheitenrechte erwarteten. Im Vertrag von Trianon der Kriegssieger mit Ungarn wurde 1920 gegen den Protest der Magyaren fixiert, dass Siebenbürgen mit Hermannstadt bei Rumänien verbleibt. Die deutsche Bevölkerungsmehrheit der Stadt blieb bis Ende der 1930er Jahre bestehen, als die Siebenbürger Sachsen in ihrer Metropole die absolute Mehrheit verloren.
2017 wurde Hermannstadt der Ehrentitel „Reformationsstadt Europas“ durch die Gemeinschaft Evangelischer Kirchen in Europa verliehen.

## Bevölkerung
Die Einwohnerzahl entwickelte sich wie folgt:
| 1850 | 12.765  | 2.089   | 977   | 8.790  | 909    |
| 1920 | 32.748  | 8.553   | 4.291 | 18.218 | 1.686  |
| 1930 | 49.345  | 18.620  | 6.521 | 21.598 | 2.606  |
| 1941 | 63.765  | 33.829  | 4.262 | 23.574 | 2.100  |
| 1956 | 90.475  | 59.855  | 4.882 | 24.253 | 1.485  |
| 1977 | 151.005 | 119.507 | 5.111 | 25.403 | 984    |
| 1992 | 169.160 | 158.863 | 4.163 | 5.605  | 979    |
| 2002 | 154.841 | 148.218 | 3.135 | 2.508  | 980    |
| 2011 | 147.245 | 139.998 | 2.169 | 1.561  | 3.517  |
| 2021 | 134.309 | 108.858 | 1.206 | 968    | 23.277 |

Die Einwohnerzahl von Hermannstadt erreichte 1992 einen Höchststand und sinkt seitdem langsam. Insbesondere die Zahl der deutschen Einwohner hat nach 1989 rapide abgenommen, da viele Einwohner ihr Heimatland Rumänien in Richtung Deutschland verließen. Neben Rumänen, Ungarn, Deutschen und Roma wurden bei fast jeder Volkszählung auch einzelne Ukrainer, Serben und Slowaken registriert.

## Deutsche in Hermannstadt

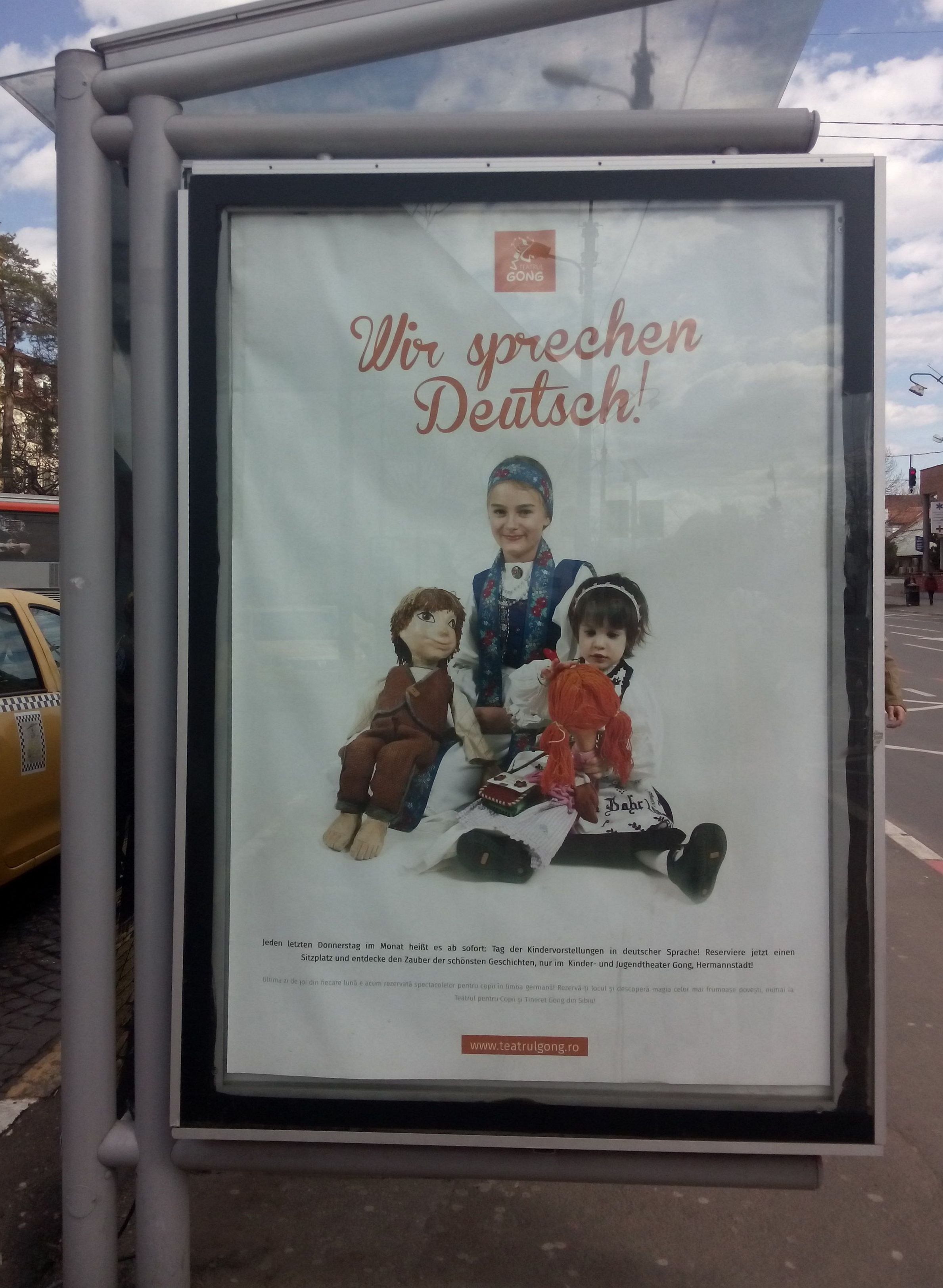
Werbeplakat für Kindertheater in deutscher Sprache, März 2020

Ende 2007 wohnten in Hermannstadt 1427 Deutsche evangelischer Konfession, was in etwa hochgerechnet insgesamt 2000 deutschen Einwohnern (1,6 %) in der Stadt entspricht.
Bis zur Rumänischen Revolution von 1989 lebten trotz massiver Auswanderung seit Mitte der 1970er Jahre etwa 20.000 Siebenbürger Sachsen in Hermannstadt. Ihr Bevölkerungsanteil sank nach 1990 schnell und stetig, bis er mit etwa 1,6 % hinter den der Ungarn zurückgefallen war. Die Ortstafeln und die touristischen Informationen sind rumänisch und deutsch beschriftet. Behördlich wird die Stadt heute als Sibiu/Hermannstadt geführt. 1992 wurde die Deutsch-Rumänische Stiftung Hermannstadt gegründet.
Die deutschsprachige Hermannstädter Zeitung erscheint wöchentlich. Es gibt deutsche Kindergärten, Grundschulen, mehrere Gymnasien mit Deutsch als Unterrichtssprache (Muttersprache), darunter das altehrwürdige Brukenthal-Lyzeum an der Stadtpfarrkirche, an denen ein deutschsprachiges Abitur möglich ist, das von deutschen Universitäten anerkannt wird. Des Weiteren gibt es als Ausbildungsstätte für deutschsprachige Erzieherinnen und zukünftige Lehrer das Pädagogische Lyzeum. An insgesamt vier Oberschulen (Lyzeen) ist Deutsch die Unterrichtssprache. An der städtischen Universität sind deutschsprachige Studienfächer belegbar. Vorhanden sind außerdem eine evangelisch-theologische deutsche Fakultät, in der die evangelische Kirche A. B. in Rumänien ihre Pfarrer ausbildet. Zudem gibt es die Evangelische Akademie Siebenbürgen (EAS) in Neppendorf sowie ein nach Carl Wolff benanntes Altenheim, das von der deutschen Bundesregierung zur Stabilisierung der deutschen Minderheit Anfang der 1990er Jahre gebaut wurde und heute unter der Trägerschaft des Dr.-Carl-Wolff-Vereins betrieben wird.
Daneben finden sich drei private deutschsprachige Verlage (Honterus-, Hora und Schiller Verlag), in denen regelmäßig neue Publikationen erscheinen, und die der deutschen Gemeinde zugehörige Honterus-Druckerei, die nach westlichem Standard produziert.
Überdies wurden nach dem Exodus der Mehrheit der Siebenbürger Sachsen wichtige Kunstgegenstände, Kultgeschirr, Kirchenbücher, Matrikel, Folianten, Papiere u. v. m. aus den aufgelösten evangelischen Gemeinden und verlassenen Dörfern in die bischöflichen Archive, Lager und Bibliotheken verbracht, zusammengetragen und gesichert. Im Kultur- und Begegnungszentrum „Friedrich Teutsch“ befindet sich das Zentralarchiv der deutschen Minderheit mit einem großen Bestand historischer Materialien und Dokumente. Der Bestand wird seit Jahren aufgearbeitet und archiviert, und das Archiv wird von der Volkswagenstiftung unterstützt. Das Landeskirchliche Museum der Evangelischen Kirche A. B. in Rumänien befindet sich ebenfalls dort. Zudem sind das Bezirkskonsistorium des Kirchenbezirkes Hermannstadt und der evangelische Bischof Reinhart Guib in der Stadt ansässig.
Die Stadt wurde von 2000 an 14 Jahre von Klaus Johannis regiert, bis er 2014 zum Präsidenten Rumäniens gewählt wurde. Das Demokratische Forum der Deutschen in Rumänien stellt seit 2004 die absolute Mehrheit im Stadtrat. Dieser Tatsache wird u. a. zugeschrieben, dass in den vergangenen Jahren derart viele Direktinvestitionen aus dem deutschsprachigen Ausland nach Hermannstadt gingen. In diesem Zusammenhang befinden sich auch etwa 100 deutsche Manager (teilweise mit Familien) dauerhaft in der Stadt und bilden inzwischen eine kleine Gemeinde von Expatriates.

## Europäische Union
Mit der Stadt Luxemburg wurde Hermannstadt 2004 von den damals 25 EU-Kulturministern für das Jahr 2007 zur Kulturhauptstadt Europas ernannt. Versuche, die Altstadt in die UNESCO-Liste des Weltkulturerbes eintragen zu lassen, sind bisher gescheitert. Jedoch unternahm die Stadt größte Anstrengungen, um die Altstadtsanierung voranzutreiben. Die Ergebnisse sind u. a. die völlige Neugestaltung des Großen Rings (des zentralen Platzes der Altstadt), des Kleinen Rings und der Heltauer Gasse. Wichtige historische Gebäude wurden und werden mit Mitteln der EU, bundesdeutschen Fördergeldern und staatlichen rumänischen Geldern renoviert.
Im Mai 2019 trafen sich 27 Staats- und Regierungschefs der Europäischen Union in Hermannstadt. Sie verabschiedeten eine Erklärung zu Grundwerten künftiger Zusammenarbeit.

## Religionen und Konfessionen
| Multikonfessionelles Hermannstadt | Multikonfessionelles Hermannstadt | Multikonfessionelles Hermannstadt |
| Konfession                        | 1910                              | 2000                              |
| --------------------------------- | --------------------------------- | --------------------------------- |
| rumänisch-orthodox                | 18 %                              | 91 %                              |
| griechisch-katholisch             | 8 %                               | 1 %                               |
| römisch-katholisch                | 20 %                              | 2 %                               |
| evangelisch A. B.                 | 42 %                              | 2 %                               |
| reformiert                        | 7 %                               | 1 %                               |
| jüdisch                           | 4 %                               | < 1 %                             |
| Sonstige                          | 1 %                               | 4 %                               |

Nach: „Hermannstadt – Porträt einer Stadt in Siebenbürgen“

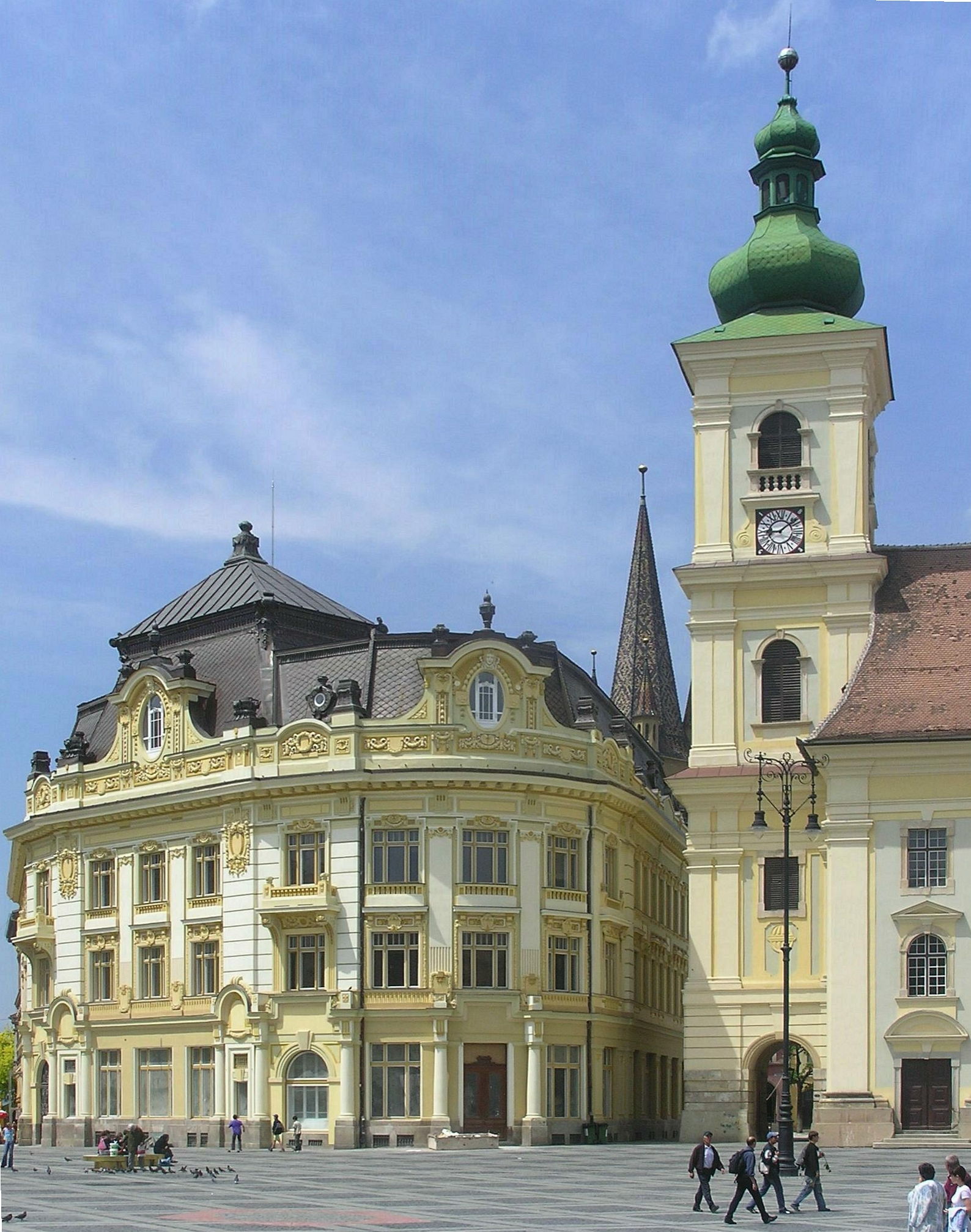
Großer Ring, v. l. n. r.: Rathaus, ev. Stadtpfarrkirche (Turmspitze), katholische Stadtpfarrkirche (ehemalige Jesuitenkirche)

2007 fand in Hermannstadt die Dritte Europäische Ökumenische Versammlung statt; die erste hatte 1989 in Basel und die zweite 1997 in Graz stattgefunden. Diese Versammlungen sind Anlässe, die von Kirchen verschiedener christlicher Konfessionen in Europa gemeinsam durchgeführt werden, um die Einheit und die ökumenische Zusammenarbeit der Kirchen unterschiedlicher Tradition zu fördern.

## Politik

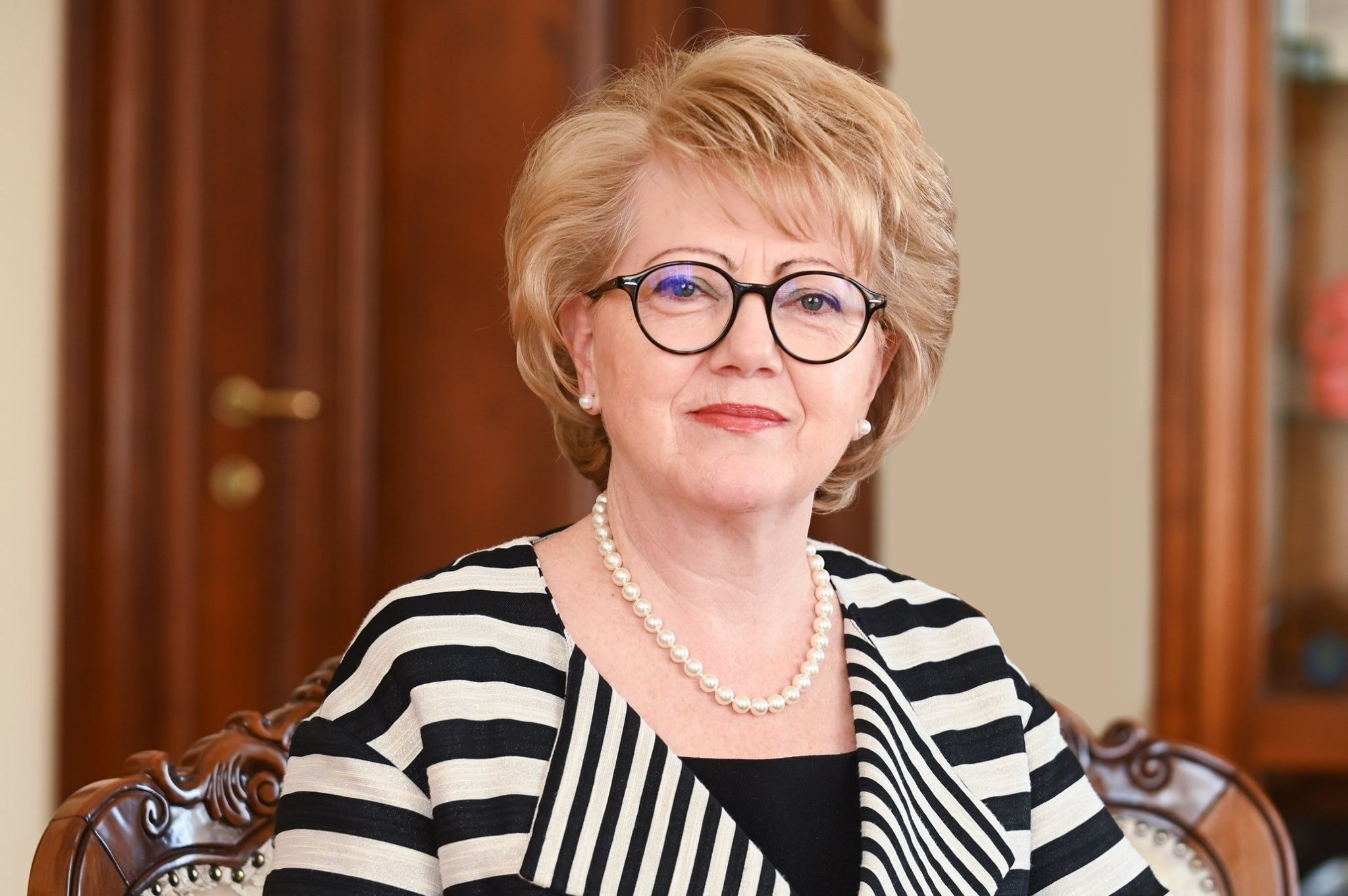
Astrid Fodor, seit 2014 Bürgermeisterin von Sibiu/Hermannstadt

Am 5. Juni 2014 wurde Astrid Fodor (Demokratisches Forum der Deutschen in Rumänien) zur ersten Bürgermeisterin gewählt, nachdem Klaus Johannis zum Staatspräsidenten Rumäniens gewählt worden war. Er war von 2000 bis 2014 Bürgermeister von Hermannstadt.
Der Stadtrat der Stadt Hermannstadt hat 22 Mitglieder und setzt sich wie folgt zusammen (Stand: April 2025):
- DFDR/FDGR (Demokratisches Forum der Deutschen in Rumänien) (8)
- PNL (Nationalliberale Partei) (5)
- PSD (Sozialdemokratische Partei) (4)
- USR (Union Rettet Rumänien) (2)
- AUR (Allianz für die Vereinigung der Rumänen) (2)
- FD (Macht der Rechten) (1)

## Militär
Sibiu ist eine Garnisonsstadt. Hier befindet sich das Hauptquartier des Multinationalen Korps Südost mit dem Stab und einem rumänischen Unterstützungsregiment, dem Regimentului 46 Sprijin.

## Wirtschaft

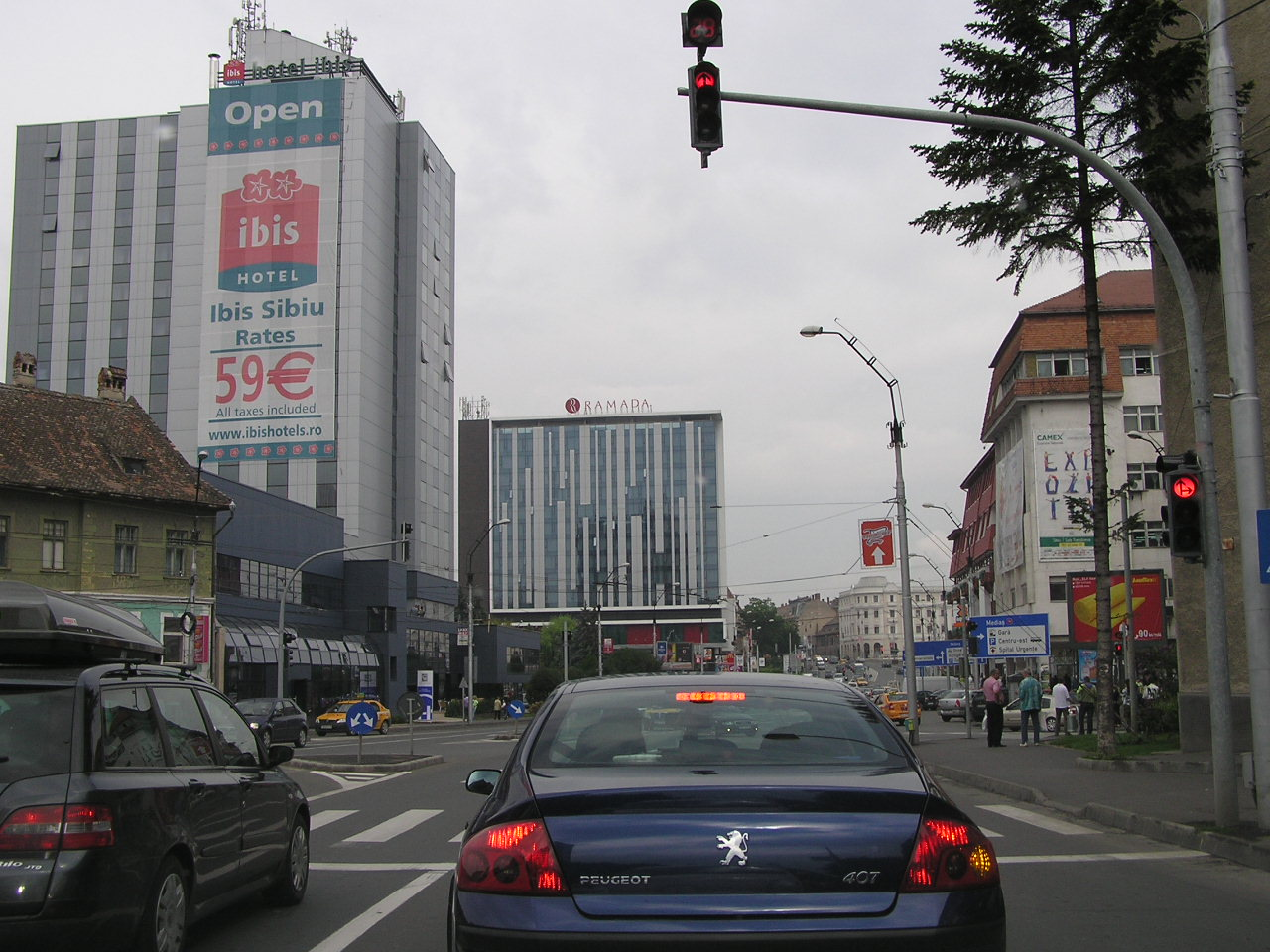
Die Europastraße 68 – eigentl. General Vasile Milea/Calea Dumbrava aus Richtung Fogarasch im Zentrum von Hermannstadt, ehem. Rotenturmstraße

Aufgrund millionenschwerer Investitionen aus Österreich und Deutschland befindet sich die Wirtschaft der Stadt seit Anfang der 2000er Jahre in einem ungebremsten Aufschwung, der zusätzlich durch den wachsenden Tourismus sowie die Bauinvestitionen in Altstadt und öffentlicher Infrastruktur, die beide nach mehr als 50 Jahren Kommunismus sehr marode waren, angeheizt wird. Die Arbeitslosenquote liegt unter dem rumänischen Durchschnitt (4 %) bei unter 3 %. Mittlerweile herrscht Fachkräftemangel; die Gewerbegebiete der Stadt sind ausgelastet. Allgemein ist die Stadt innerhalb nur weniger Jahre zu einem der wirtschaftlich prosperierendsten Zentren des ganzen Landes aufgestiegen und gehört zusammen mit Timișoara (Temeswar), Cluj-Napoca (Klausenburg) und der Hauptstadt Bukarest zu den Städten mit den höchsten Einkommen in Rumänien. Der Sog der Stadt ist mittlerweile so groß, dass keine verbilligten Grundstücke u. ä. mehr an Investoren abgegeben werden – so wie im Falle Nokia in Klausenburg geschehen. Die Verwaltung hilft jedoch nach wie vor tatkräftig bei Erschließung und Genehmigungsverfahren.
Unter anderem sind in Hermannstadt folgende Unternehmen vertreten, die sich im Gewerbegebiet „West“ in unmittelbarer Nähe des Flughafens angesiedelt haben:
- Bramac-Gruppe, der österreichische Hersteller von Dachsteinen eröffnete 2004 eine Produktionsstätte in der Stadt. Auch der Firmensitz wurde von Brașov (Kronstadt) nach Hermannstadt verlegt.
- Continental nahm 2004 eine neue Fabrik für Türsteuergeräte in Betrieb. Es entstanden insgesamt 216 Arbeitsplätze, davon 135 für Entwicklungsingenieure.
- Greiner-Gruppe, Verpackungsspezialist aus Österreich.
- Die Firma Marquardt Systems besitzt seit 2006 einen Fertigungsstandort in Hermannstadt.
- Metro mit einem großen Cash&Carry-Markt.
- Die Offsetdruckerei Schwarzach mit ihren rumänischen Töchtern Transilvania Pack & Print und Transilvania Microflute.
- Siemens AG mit derzeit drei Werken (Simea, Siemens Electrical Installation Technologie, Sykatec), in denen elektromechanische Bauteile, Metallbauteile und elektronische Baugruppen hergestellt werden. Zurzeit arbeiten etwa 400 Mitarbeiter in Hermannstadt für Siemens.
- Thyssenkrupp Bilstein Compa mit derzeit 1800 Mitarbeitern, Automobilzulieferindustrie.
- Wenglor Sensoric aus Tettnang eröffnete bereits 2002 seine Produktion und Entwicklung.
- Wienerberger übernahm 2004 ein Ziegelwerk.

Außerdem finden sich Filialen diverser anderer österreichischer bzw. deutscher Einzelhändler und Banken in der Stadt (Baumax, HVB, Kaufland, Lidl, OBI, Penny-Markt, Raiffeisenbank u. a.), sowie Niederlassungen anderer Industrieunternehmen wie Kromberg & Schubert. Weiter ist Hermannstadt der Sitz des Deutschen Wirtschaftsclubs Siebenbürgen (DWS) und von Sibex – Sibiu Stock Exchange, der zweitgrößten Börse Rumäniens.

## Bildung
In Hermannstadt studieren mehr als 12.000 Studenten an 38 Fakultäten. Zirka 12 % der Einwohner haben einen Hochschulabschluss. Nennenswerte Bildungseinrichtungen sind z. B. die Lucian-Blaga-Universität (mit Departement für Geschichte, Kulturerbe und Protestantische Theologie), das orthodoxe Priesterseminar, das Samuel-von-Brukenthal-Gymnasium und das pädagogische Lyzeum. Die ehemalige Rumänisch-Deutsche Universität ist seit 2021 geschlossen.

## Kultur

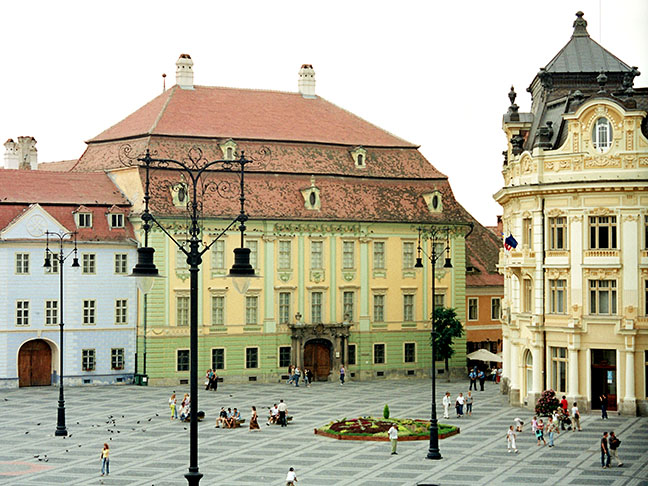
Brukenthal-Palais, links das „Blaue Stadthaus“, rechts das Rathaus

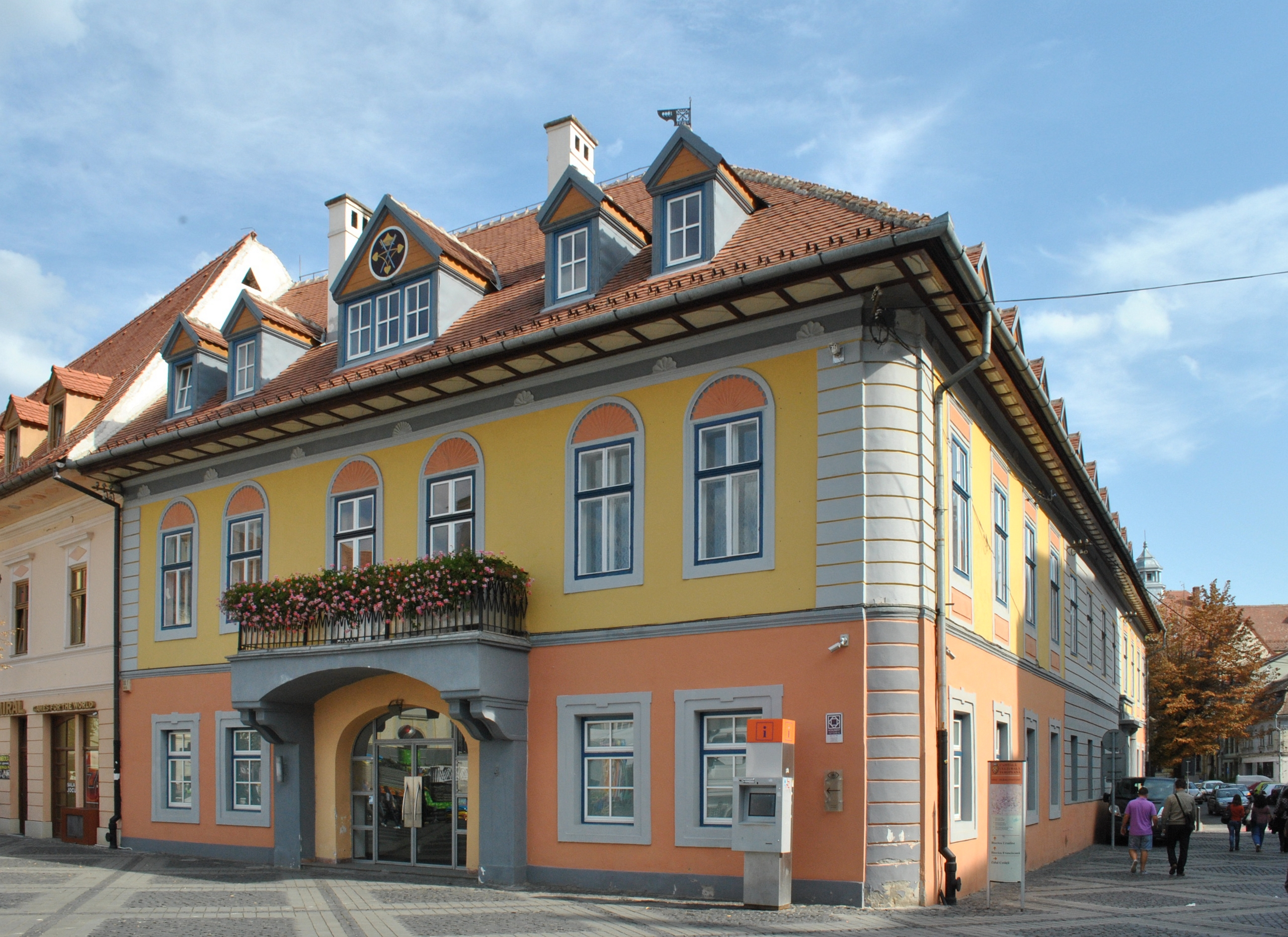
Das „Lutsch-Haus“ am Großen Ring, Sitz des FDGR/DFDR

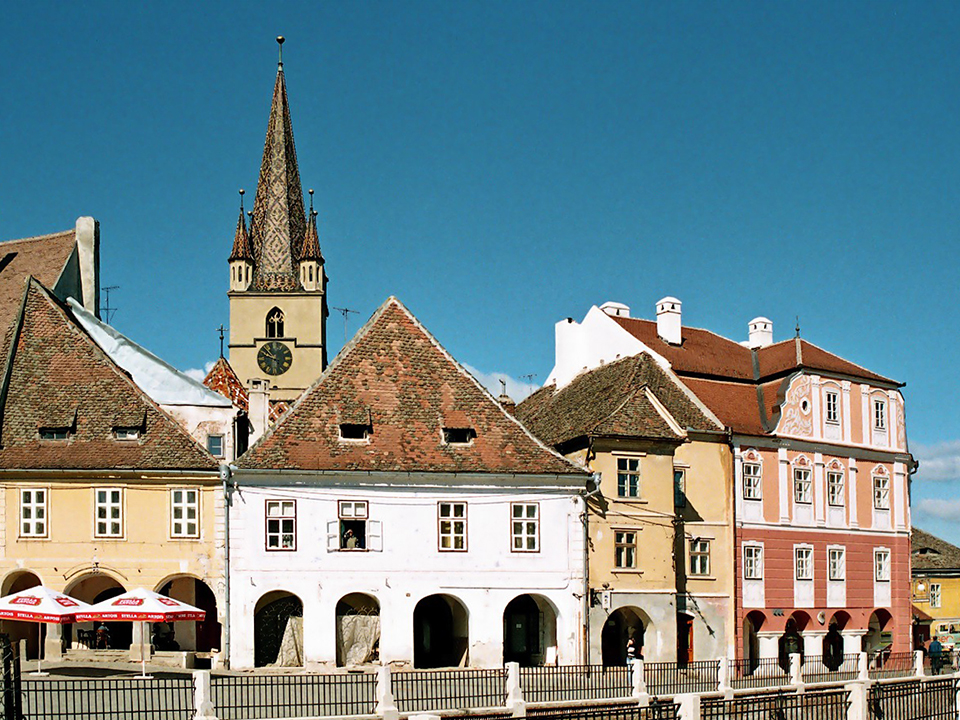
Der Kleine Ring – ganz rechts das Luxemburg-Haus

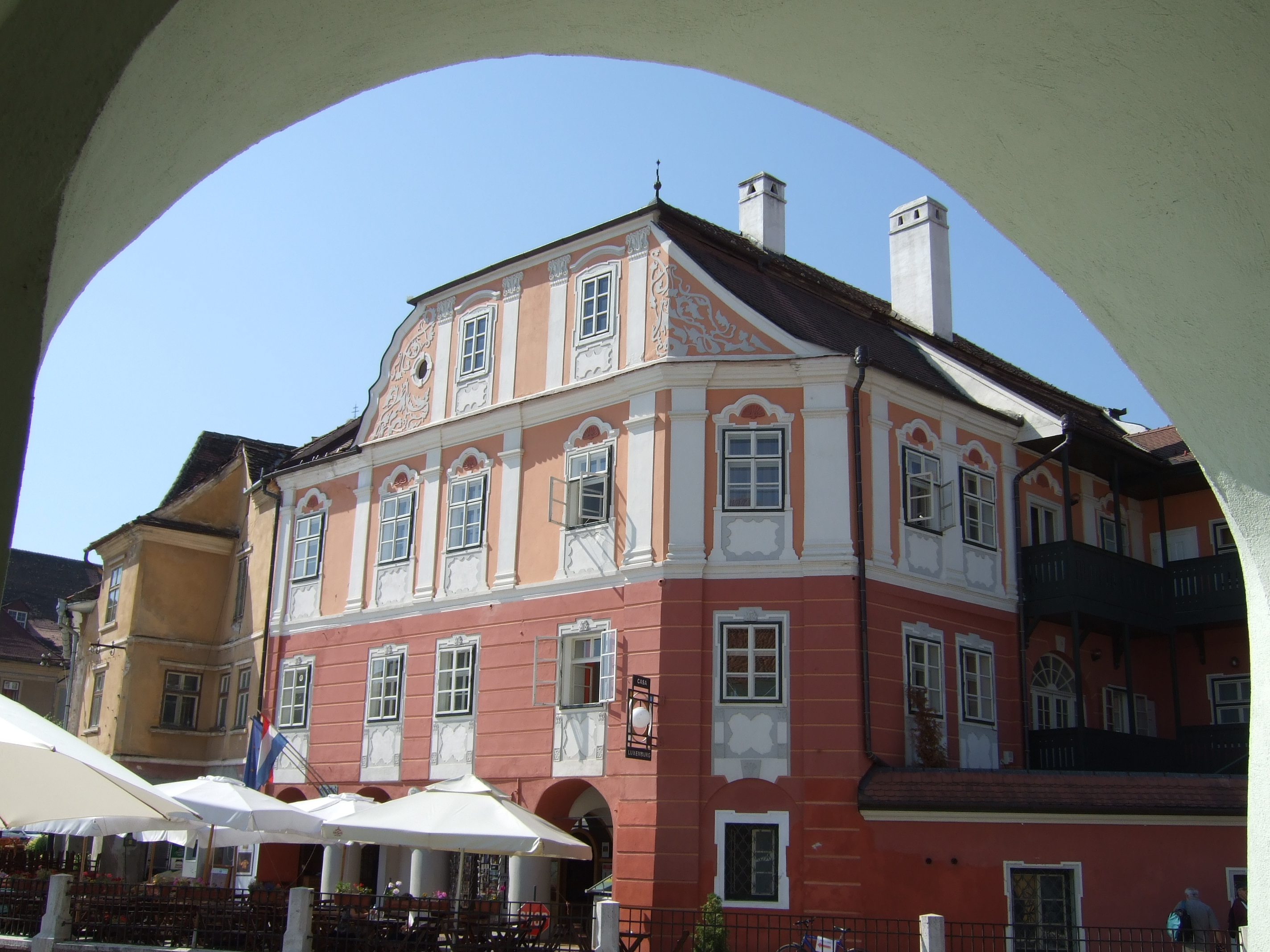
Das Luxemburg-Haus, heute Hotel

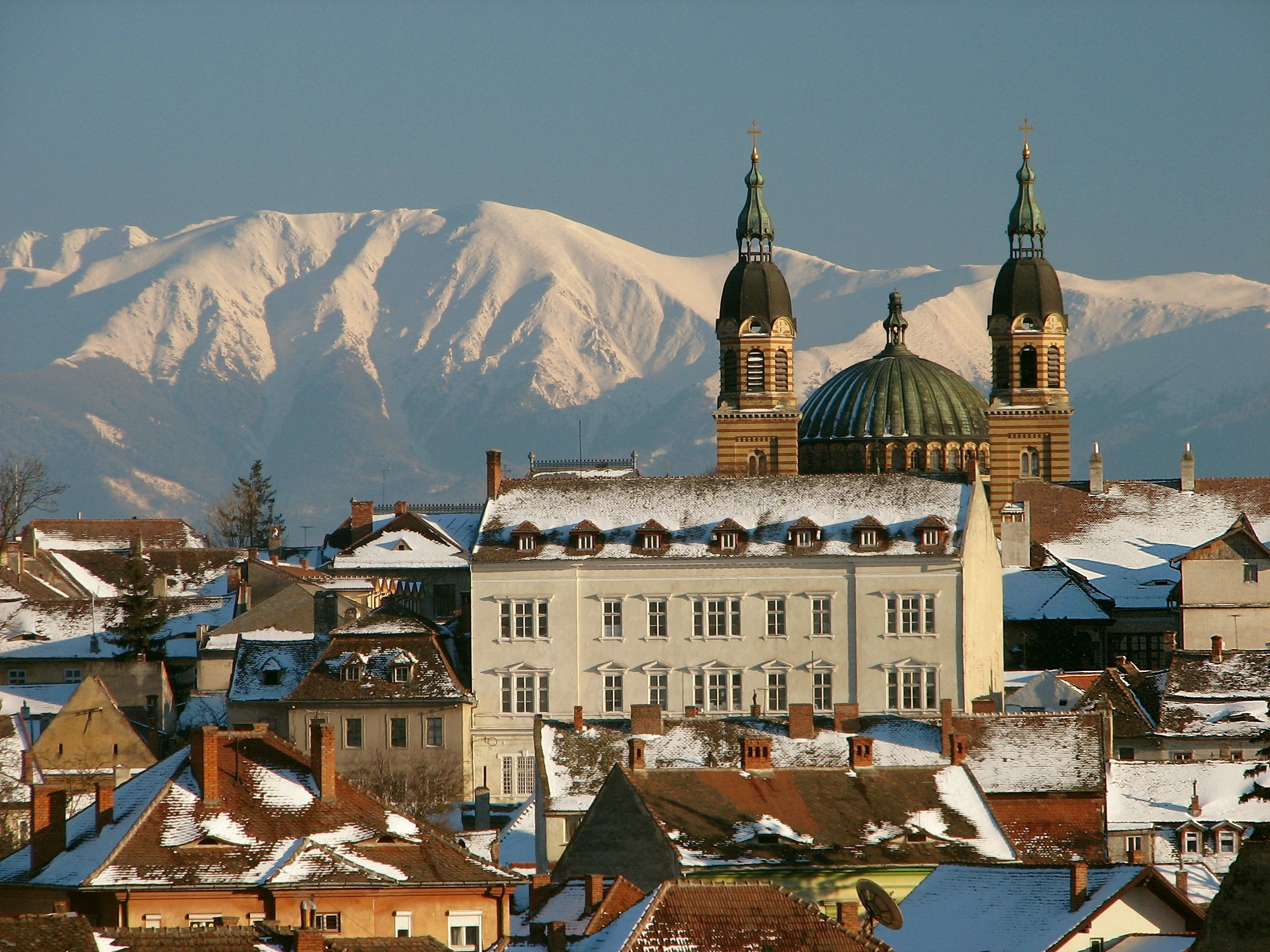
Orthodoxe Kathedrale

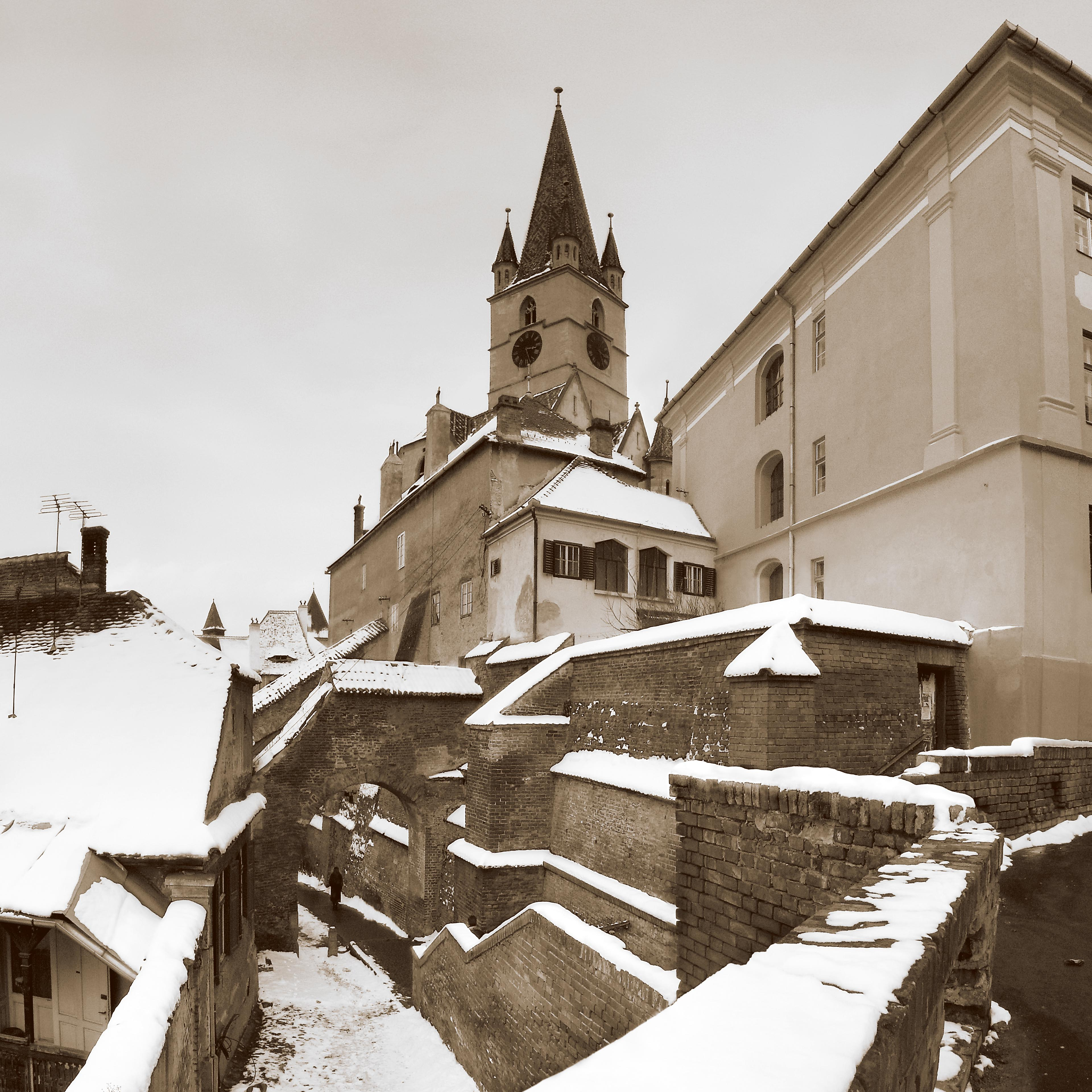
Altstadt

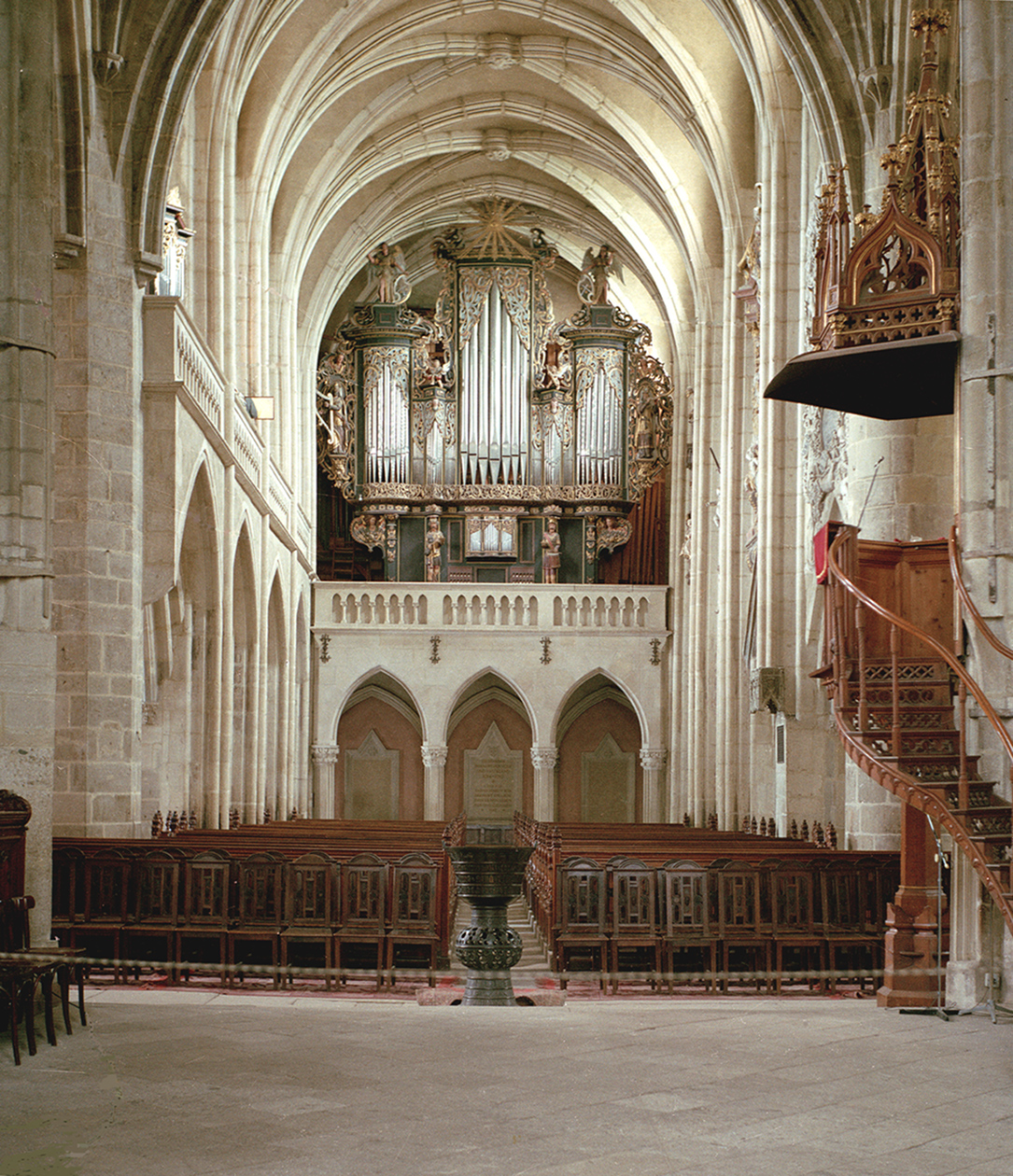
Orgel der Stadtpfarrkirche

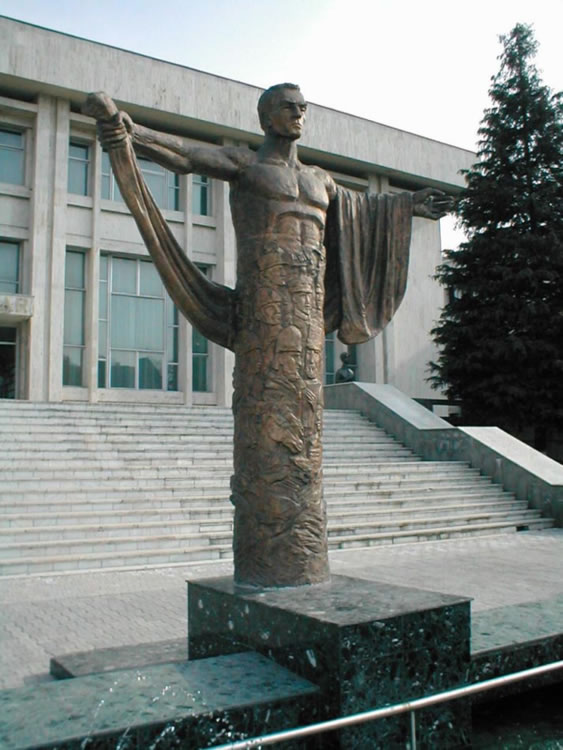
Denkmal Der rumänische Soldat

Hermannstadt hat von jeher den Ruf eines kulturellen und geistlichen Zentrums. Hier haben der evangelische Bischof der Siebenbürger Sachsen und der orthodoxe Metropolit von Siebenbürgen ihren Sitz. Zwei Konfessionen (evangelisch/lutherisch und orthodox) bilden hier ihre Geistlichen aus.
Die ersten Theater und Lichtspielhäuser Siebenbürgens fanden sich in Hermannstadt. Schon 1788 wurde vom Vater des Martin von Hochmeister in Hermannstadt das erste Theater errichtet. Die erste Filmaufführung fand bereits am 28. März 1898 statt.
Erwähnenswert sind das Astra-Theater und das „Radu-Stanca-Nationaltheater“, das eine deutschsprachige Abteilung besitzt.
Musikalische Institutionen sind heute die Staatsphilharmonie, der Hermannstädter Bachchor sowie der Chor der orthodoxen Theologiestudenten.
Ebenso finden in Hermannstadt jährlich diverse Festivals statt, darunter das „Internationale Theaterfestival“ und ab 1995 der Klavier- und Kompositionswettbewerb „Carl-Filtsch-Festival“. Mit dem Sibiu Jazz Festival ist das älteste Jazzfestival Rumäniens in Hermannstadt angesiedelt, es wird dort seit 1974 veranstaltet. Seit 1992 organisiert die Stiftung Pro Art Hermannstadt das Festival.
Derzeit finden an vielen Gebäuden Restaurierungsarbeiten statt.

### Museen
- Brukenthal-Museum mit der Brukenthalschen Gemäldesammlung
- Historisches Museum im Alten Rathaus (Altemberger-Haus, bürgerlich-gotische Architektur)
- Museum der Evangelischen Kirche A. B. in Rumänien (im Friedrich-Teutsch-Kultur- und Begegnungszentrum)[30]
- Freilichtmuseum des bäuerlichen Handwerks (Muzeul Civilizației Populare Tradiționale Astra)
- Franz-Binder-Völkerkundemuseum (Muzeul de Etnografie universală Franz Binder)[31]
- Dampflokomotivmuseum (Muzeul Locomotivelor cu Abur) auf dem Depotgelände der Rumänischen Staatsbahnen (CFR) am Bahnhofsgelände Dampflokmuseum Sibiu.[32]
- August-von-Spieß-Museum der Jagdwaffen und Jagdtrophäen[33]
- Naturwissenschaftliches Museum, gegründet 1895.[34]
- Emil-Sigerus-Museum für siebenbürgisch-sächsische Volkskunde und -kunst.[35]

### Sehenswürdigkeiten
- Altes Rathaus: Der ehemalige Sitz der Stadtverwaltung verfügt über einen beeindruckenden Innenhof. Heute ist in dem Gebäude das Historische Museum untergebracht.
- Astra-Gebäude: Das Vereinshaus des gleichnamigen rumänischen Vereines wurde Anfang des 20. Jahrhunderts errichtet.
- Bischof-Teutsch-Denkmal zwischen Brukenthal-Lyzeum und Evangelischer Stadtpfarrkirche
- Bischofspalais der Evangelischen Landeskirche
- Böbelhaus: An diesem Gebäude lässt sich heute noch die mittelalterliche Form der Hermannstädter Häuser erkennen.
- Brukenthal-Palais, eines der wichtigsten Denkmäler des Barock in Rumänien, erbaut 1778 bis 1788 (siehe Museen)
- Dicker Turm: An dieser Bastei (Teil der Stadtmauer) wurde 1788 das erste Hermannstädter Theater errichtet. Im Thalia-Saal am Dicken Turm (bis zu 500 Plätze) werden Konzerte veranstaltet.
- Fingerlingsstiege führt rechts vom Schatzkästchen von der Ober- in die Unterstadt.
- Gheorghe-Lazăr-Denkmal am Großen Ring in der Nähe des Ratturmes (2006 neu errichtet)
- Großer Ring – der eigentliche Hauptplatz mit vielen sehenswerten Gebäuden, seit 2006 generalsaniert
- Hallerbastei – imposanter Teil der Stadtmauer, unter Bürgermeister Haller (16. Jahrhundert) errichtet
- Hallerhaus: In dem ehemaligen Wohnhaus von Bürgermeister Haller befindet sich heute ein Café
- Harteneckgasse mit den Zunfttürmen an der Stadtmauer
- Huetplatz: Hier befinden sich die evangelische Stadtpfarrkirche, das Kapitelshaus und das Brukenthal-Lyzeum.
- Kaiser-Franz-Denkmal – in der Stadtmauer, vor der ehemaligen Heltauer Bastei
- Kleiner Ring: Schmucker Platz mit sehenswerten Häuserfassaden, seit 2006 generalrenoviert
- Lügenbrücke, Gusseisenbrücke aus dem Jahre 1859, die der Sage nach einstürzen soll, sobald ein Lügner sie betritt.
- Lutsch-Haus – Sitz des Demokratischen Forums der Deutschen in Rumänien (DFDR)
- Luxemburg-Haus: Das markante rote Gebäude zwischen Huetplatz und Kleinem Ring beherbergt heute u. a. Cafés und eine Herberge
- Pempflinger-Stiege – Hauptverbindung von der Ober- in die Unterstadt für Fußgänger
- Ratturm – zwischen Großem und Kleinem Ring
- Schatzkästchen am Kleinen Ring mit schönem Arkadengang
- Standbild des heiligen Johannes Nepomuk: Das Denkmal befand sich früher in der Mitte des Großen Ringes. Nach der Versetzung steht es heute im Innenhof des römisch-katholischen Pfarrhauses.

### Gotteshäuser
- Biserica din groapă (Kirche im Graben), rumänisch-orthodox, erbaut 1788/89
- Evangelische Stadtpfarrkirche, evangelisch, erbaut Mitte 14. Jahrhundert
- Evangelische Kirche Neppendorf, evangelisch, erbaut ab dem 13. Jahrhundert
- Franziskanerkirche, katholisch, erbaut im 15. Jahrhundert als Kloster der Klarissen
- Johanniskirche, evangelisch, erbaut 1883
- Kreuzkapelle, katholisch, am Bahnhofsplatz
- Reformierte Kirche, reformiert, erbaut 1786
- Heilige Dreifaltigkeit, katholische Stadtpfarrkirche, erbaut 1726–1733
- Synagoge, erbaut 1898/99
- Ursulinenkirche, katholisch, erbaut im 15. Jahrhundert (wird heute auch von der griechisch-katholischen Gemeinde benutzt)
- Petrus- und Paulus-Kirche, 1788 von der griechisch-katholischen Gemeinde erbaut (seit 1948 von der rumänisch-orthodoxen Kirche benutzt)
- Orthodoxe Kathedrale Heilige Dreieinigkeit, orthodox, erbaut 1902 bis 1906

### Andere Bauwerke
- Brukenthal-Lyzeum; deutsches Gymnasium und älteste Schule der Stadt – seit 1380
- Deutsches Kulturzentrum; Eröffnung am 2. Oktober 2004. Träger ist die Rumänisch-Deutsche Kulturgesellschaft Hermannstadt[36]
- Lucian-Blaga-Universität Hermannstadt; von der ansässigen Wirtschaft sehr geschätzt und daher als Standortvorteil der Stadt betrachtet. Deutsche Professoren lesen als Honorarprofessoren
- Stadion am Erlenpark; fasst bis zu 20.000 Zuschauer und befindet sich in Renovierung.
- Transsilvania-Mehrzweckhalle; für bis zu 2.500 Zuschauer (davon 1.812 Sitzplätze)
- zwei jüdische Friedhöfe

### Parks
- Erlenpark, botanischer Garten aus dem Jahr 1856, der revitalisiert wird
- Junger Wald (rumänisch Dumbrava Sibiului), traditionelles Naherholungsgebiet der Einwohner,[37] mit dem Freilichtmuseum „Astra“.[38] 1928 wurde hier Rumäniens erster Zoo gegründet.
- Belvedere-Park, neu gebauter Park (im Tilișca Viertel) in der Nähe des Zoos.

## Medien
- Ziarul de Sibiu (Tageszeitung)
- Rondul de Sibiu (Tageszeitung)
- Tribuna Sibiului (Tageszeitung)
- Hermannstädter Zeitung, ehemals „Die Woche“, deutschsprachig (Wochenzeitung)
- Allgemeine Deutsche Zeitung, deutschsprachige Tageszeitung

Hermannstadt ist die Stadt, in der 1778 die erste Zeitung Siebenbürgens gedruckt wurde, das Theatral Wochenblatt.

## Verkehr

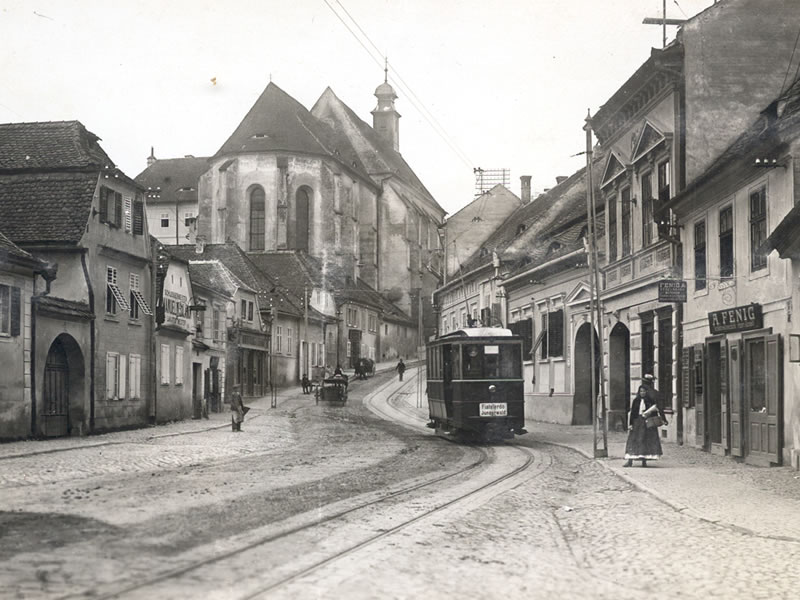
Die Hermannstädter Straßenbahn, hier vor der Ursulinenkirche (historische Ansicht)

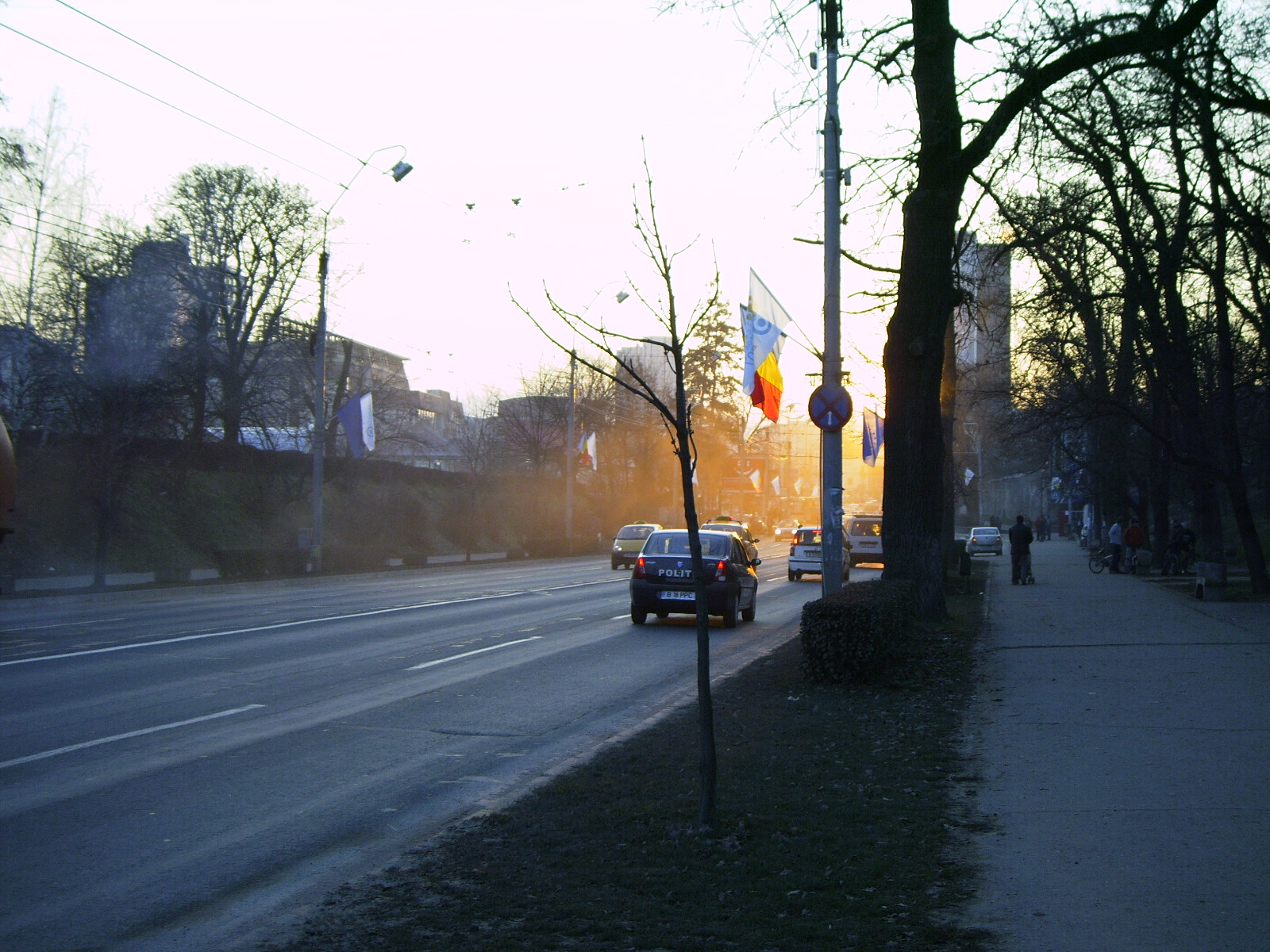
Der Bulevardul Corneliu Coposu im Stadtzentrum

### Luftverkehr
Die Stadt verfügt über einen internationalen Flughafen (Aeroportul Internațional Sibiu), von dem aus Direktflüge in zahlreiche europäische Städte angeboten werden. 2007 wurde der Flughafen ausgebaut und modernisiert.

### Öffentlicher Verkehr
Hermannstadt kann über die Nachtzugverbindung EuroNight Dacia EN 346/347, von Wien nach Bukarest, mit der Eisenbahn erreicht werden. Die Strecke von Vințu de Jos (Unterwintz) nach Brașov (Kronstadt) – an der Hermannstadt liegt – ist nicht elektrifiziert; jene von Hermannstadt nach Mediaș (Mediasch) ebenfalls nicht. Eine Schmalspurbahn, die sogenannte „Wusch“, verband Hermannstadt früher durch das Harbachtal mit Sighișoara (Schäßburg). Nachdem sie ab den 1960er Jahren nur noch bis Agnita (Agnetheln) geführt wurde, stellten die Rumänischen Eisenbahnen (CFR) den Betrieb 2001 ein.
Das städtische Unternehmen Tursib betreibt die Autobuslinien in der Stadt und in die Vororte. Bis 2011 verkehrte außerdem die 1905 eröffnete Straßenbahn Hermannstadt, die wiederum die Gleislose Bahn Hermannstadt von 1904 ersetzte. Seit 1970 bestand die Straßenbahn allerdings nur noch aus einer Überlandstrecke vom Cimitirul Central (Hauptfriedhof) nach Rășinari (Reschinar). Diese Linie wurde aufgrund der beruflichen Spezialisierung der Einwohner der Mărginimea Sibiului in der Rășinari liegt, auch „Käse-Express“ genannt. Nachdem die verbleibenden Wagen 2012 der Gemeinde Rășinari überlassen wurden und der Betrieb eingestellt wurde, soll Mitte 2014 mithilfe von EU-Geldern die Linie für touristische Zwecke reaktiviert werden. Die Schienen wurden allerdings in Hermannstadt bis Pădurea Dumbrava (Junger Wald) entfernt; zudem muss erst ein neues Depot in Rășinari errichtet werden. Ab 1983 verkehrten außerdem Oberleitungsbusse in der Stadt, zeitweise existierten bis zu drei Linien, unter anderem auch zum Flughafen. Am 14. November 2009 wurde der Obus-Verkehr schließlich eingestellt.

### Fernstraßen
Sibiu ist über die Europastraßen E68 (Nationalstraße DN1) und E81 (Nationalstraße DN7) an das internationale Fernstraßennetz angebunden. Diese verlaufen aus Richtung Deva kommend auf einer Trasse durch die Stadt und trennen sich südlich von Hermannstadt in Richtung Brașov (Kronstadt) (E68/DN1) und in die Walachei (E81/DN7). Eine weitere wichtige Straßenverbindung ist die Nationalstraße 14 nach Mediaș und weiter nach Sighișoara.
Von 2006 bis 2010 wurde an einer großräumigen Umfahrung gebaut, die die Stadt seit dem 1. Dezember 2010 als eine Ringautobahn umschließt. Dieser sollte ursprünglich bis 2014 ein Teil der Magistrale A1 Arad–Deva–Sibiu–Pitești–Bukarest werden. Die anschließenden Streckenteile nach Bukarest über Tălmaciu (Talmesch), Curtea de Argeș und Pitești, und nach Timișoara (Temeswar) durch den Unterwald in Richtung Arad nach Ungarn, das zwischen Marginea (Marschina) und Ilia (Elienmarkt), sollen eventuell 2026 fertiggestellt werden. Durch den stetig steigenden Transitverkehr sind diese Streckenteile stark belastet.

## Sport

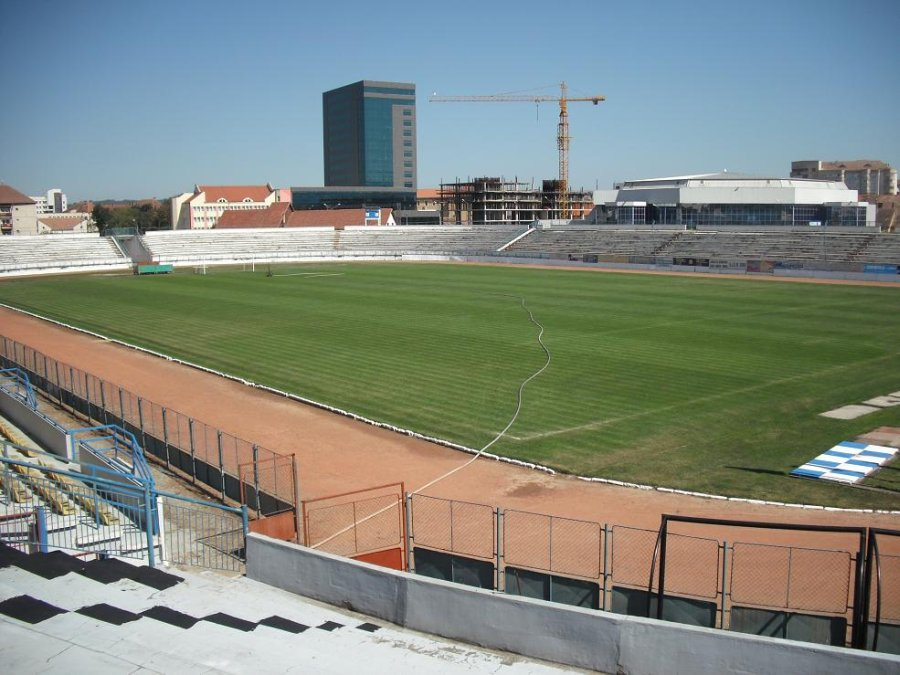
Das 2022 eröffnete Stadionul Municipal in Hermannstadt.

Da sich die Stadtverwaltung eher auf kulturelle Projekte konzentriert, bleiben für den Sport wenig finanzielle Mittel übrig – die Vereine überleben mit Hilfe von privaten Sponsoren. Sportarten wie Fußball, Handball oder Volleyball sind beliebt, doch nur im Basketball werden regelmäßig Erfolge auf nationaler Ebene gefeiert.
Der Fußball hat in Hermannstadt eine bewegte Geschichte: Einerseits der Traditionsklub Șoimii Sibiu (gegründet 1910), der aber nur drei Jahre in der ersten Liga spielen konnte, andererseits der in den 1980er Jahren erfolgreichere FC Inter Sibiu, der mit dem Gewinn des Balkanpokals 1991 den letzten internationalen Pokal nach Rumänien bringen konnte. Beide Mannschaften gingen nach 2000 bankrott. Ein neuer Verein namens FC Sibiu wurde 2003 gegründet, zwei Jahre später verfehlte er jedoch knapp den Aufstieg in die erste Liga und stieg nach der Saison 2005/06 wieder in die dritte (Amateur-)Liga ab. 2007 wurde mit CSU Voința Sibiu ein Verein gegründet, der innerhalb von drei Spielzeiten (2008/09 bis 2010/11) den Durchmarsch von der Liga IV in die Liga 1 schaffte. 2012 wurde der Verein aufgelöst. Der 2015 gegründete FC Hermannstadt spielt in der Saison 2018/19 in der Liga I.
Größerer Beliebtheit erfreut sich der Basketballverein CSU Sibiu, der eine etwas ruhmreichere Vergangenheit hinter sich hat (zwei Meistertitel). Wegen mangelnder finanzieller Unterstützung gelang es CSU in den letzten Jahren jedoch nicht mehr, im Titelkampf der Nationalliga mitzumischen. Das Basketballteam der Frauen des CSU Magic Sibiu hingegen, spielt, trotz geringer Erfahrung, im Mittelfeld der ersten Liga.
Seit 2012 finden die Sibiu Open statt, ein Tennisturnier für Herren, das zur ATP Challenger Tour gehört.
Seit einigen Jahren werden in und um die Stadt die Red Bull Romaniacs von Martin Freinademetz veranstaltet, eine der anspruchsvollsten Enduro Rallyes der Welt, die auch weltbekannte Fahrer anlockt. Hermannstadt selbst fungiert dabei vor allem als Start und Ziel und der Event erfreut sich auch bei der Bevölkerung großer Beliebtheit.
Ferner wurde in Hermannstadt auch viel Motorsport betrieben. Hier waren die Teams von Voința Sibiu und IPA Sibiu beheimatet, die im rumänischen Speedway eine bedeutende Rolle spielten. Außerdem gab es bei Gușterița Motocross-Rennen. Im Automobilsport war Sibiu ein Start- und Zielpunkt der Donau-Rallye.
Des Weiteren findet in Hermannstadt seit 2011 jährlich die Sibiu Cycling Tour, eine viertägige Rundfahrt der UCI-Kategorie 2.1, statt.

## Städtepartnerschaften
- Bauru in Brasilien, seit 1995
- Columbia in den Vereinigten Staaten, seit 1994
- Klagenfurt in Österreich, seit 1996
- Landshut in Deutschland, seit 2002
- Marburg in Deutschland, seit 2005
- Mechelen in Belgien, seit 1996
- Rennes in Frankreich, seit 1999
- Takayama in Japan, seit 2009
- Thorigné-Fouillard in Frankreich (mit Stadtviertel Hipodrom I)
- Valencia/Carabobo in Venezuela, seit 1993
- Wirral im Vereinigten Königreich, seit 1994